# Parcul Național Table Mountain
Parcul național Table Mountain, cunoscut anterior ca Parcul Național Peninsula Cape, este un parc național din Cape Town, Africa de Sud, declarat astfel la 29 mai 1998, în scopul protejării mediului natural al lanțului Table Mountain, în special a vegetației rare de fynbos. Parcul este gestionat de South African National Parks. Regiunea florală Cape este inclusă în Patrimoniului Mondial al UNESCO.
Parcul conține două repere binecunoscute: Table Mountain – a cărui nume îl poartă – și Capul Bunei Speranțe, extremitatea cea mai sud-vestică a Africii. 

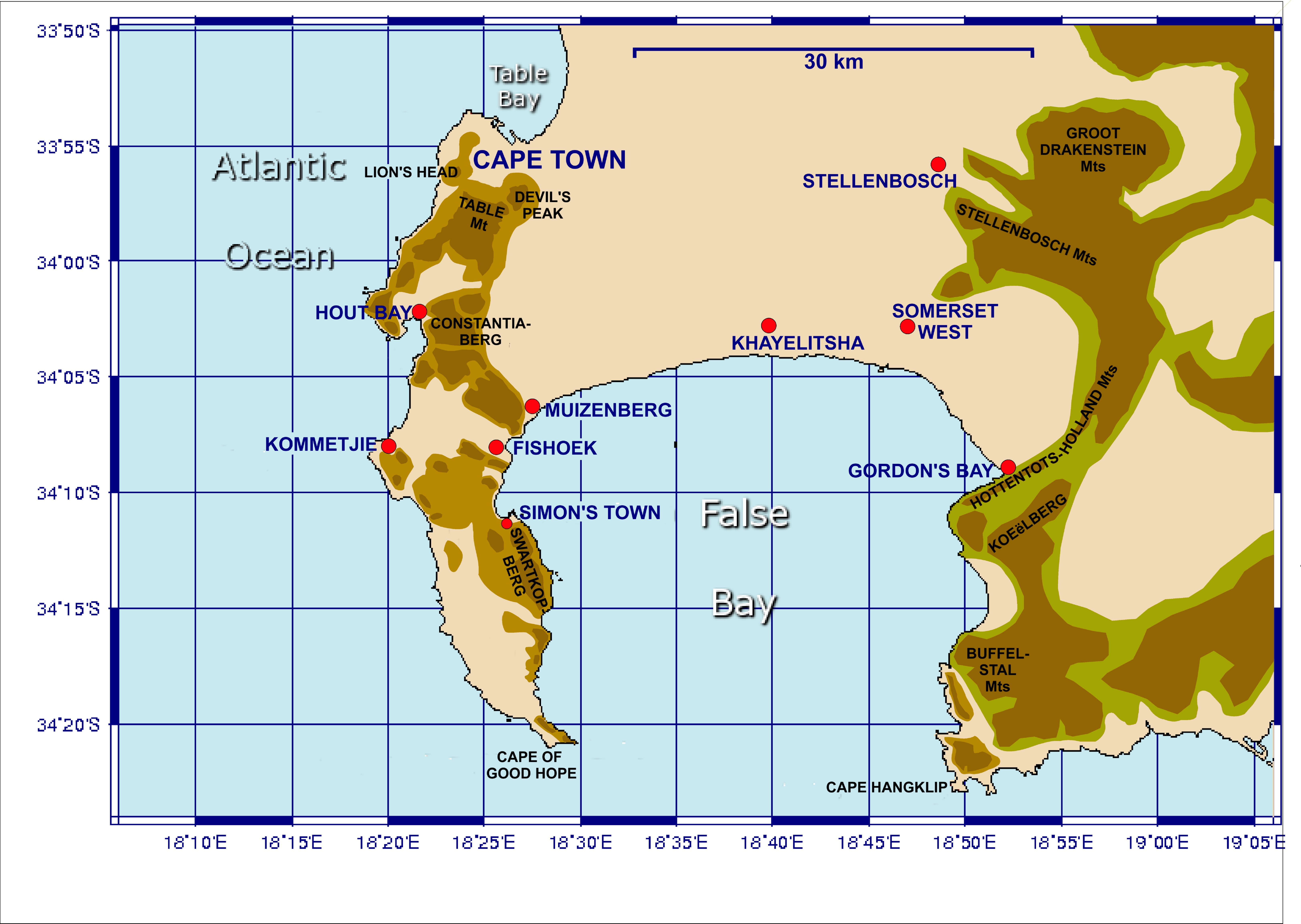
Harta care prezintă Peninsula Cape, care ilustrează pozițiile Bowl City Cape, amplasată între Table Mountain, Lion's Head, Devil's Peak și Table Bay, principalii munți și vârfuri care alcătuiesc Peninsula și Capul Bunei Speranțe în partea sudică a peninsulei. Majoritatea zonelor montane indicate cu maro deschis și închis, precum și capătul sudic al peninsulei, la 34°10'S latitudine sudică, aparțin Parcului Național Table Mountain.

## Atracții turistice

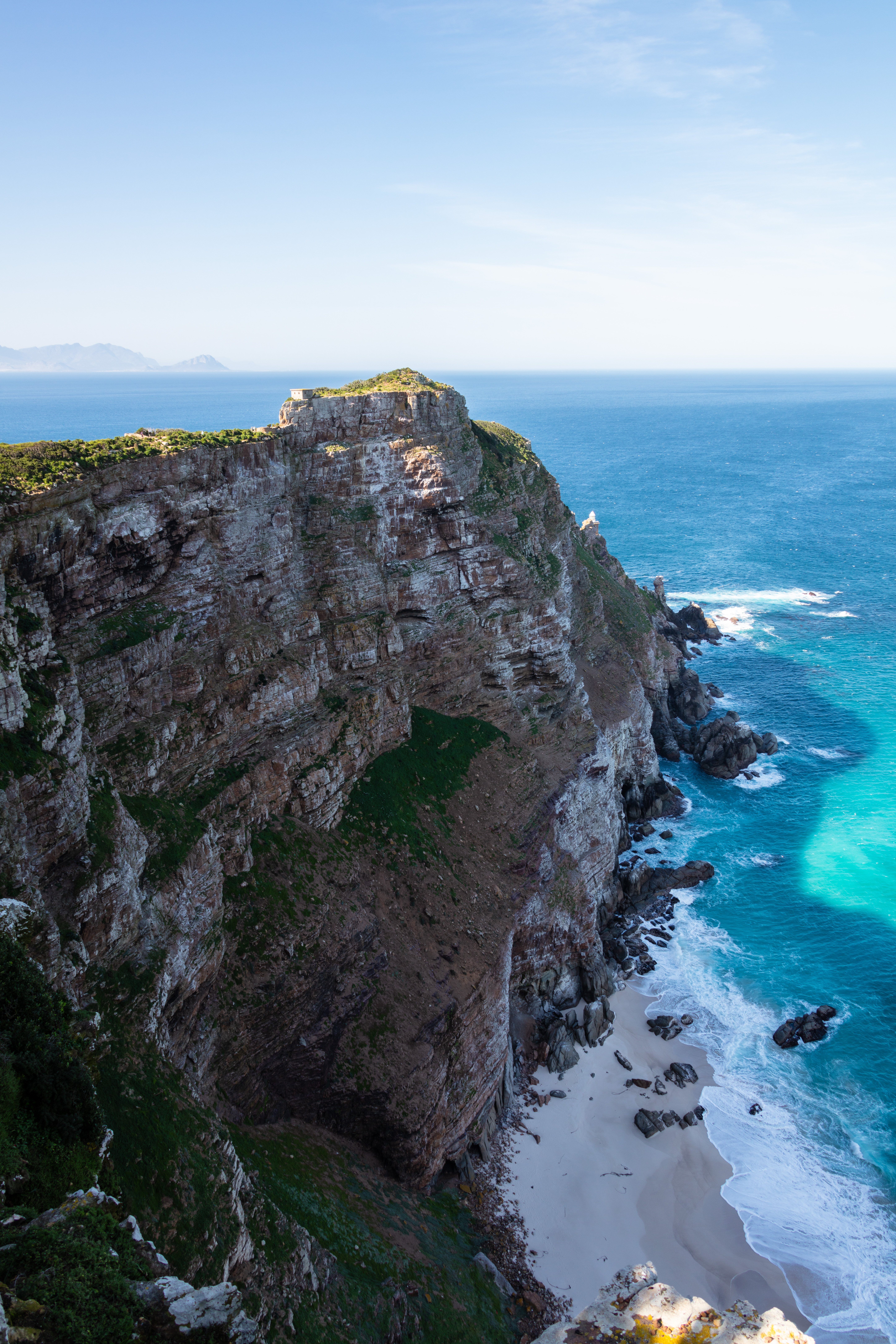
Vedere peste Cape Point; cupola albă a farului abia se zărește.

- Telecabina Table Mountain transportă vizitatori de la stația de cablu inferioară de pe Kloofnek Road până în vârful Table Mountain, permițând vizitatorilor să evite o drumeție destul de grea.
- Plaja Boulders, la sud de Simonstad, conține o mare colonie de pinguini africani.
- Punctul Capului (Cape Point) și Capul Bunei Speranțe sunt foarte pitorești,[2] deși nu reprezintă nici cel mai sudic vârf al Africii și nici locul de întâlnire al oceanelor Atlantic și Indian, așa cum se crede adesea.